# The Whys and the Hows of Herman Düne & Cerberus Shoal
Albums de Herman Düne et Cerberus Shoal
Switzerland Heritage
(2001) Mas Cambios
(2003)
The Whys And The Hows of Herman Düne & Cerberus Shoal est un album partagé de Herman Düne (plages 1 à 7) et Cerberus Shoal (plages 8 à 12). Il est paru en 2002 chez North East Indie.

## Liste des morceaux
1. I Want a Woman
2. Garaje #1
3. A Sight For Soul Eyes
4. Garaje #2
5. If Someone Loves You
6. Garaje#3
7. That Woman Is a Murderess
8. UR #1
9. Sweetie
10. UR #2
11. Bouzouki
12. UR #3